# Dedics
Dedics war ein Hersteller von Automobilen und Motorrädern aus Österreich-Ungarn.

## Unternehmensgeschichte
Das Schmiedeunternehmen von Ferenc Dedics begann 1900 in Budapest mit der Produktion von Automobilen und Motorrädern. 1914 endete die Produktion.